# Ligue féminine de basket 2011-2012
Navigation
Saison précédente Saison suivante
La saison 2011-2012 de la LFB est la 14e édition de la Ligue féminine de basket et se dispute avec 14 équipes. 
À la fin de la saison régulière, les équipes classées de 1 à 4 sont automatiquement qualifiées pour les demi-finales des play-off. Le vainqueur de ces play-off est désigné champion de France.
Les équipes classées 13e et 14e de LFB à l’issue de la saison régulière du championnat sont reléguées en Ligue 2. Elles seront remplacées par le club champion de France de Ligue 2 ainsi que le club classé premier à l’issue de la saison régulière (ou deuxième si le champion de France termine premier) à condition qu’ils satisfassent les règles du contrôle de la gestion financière et du cahier des charges imposé aux clubs de LFB. Dans le cas contraire, le 13e voire le 14e peuvent être repêchés si un ou les deux clubs de Ligue 2 ne remplissent pas ces conditions.
Elle débute le 24 septembre 2011 avec l'Open LFB, qui rassemble les 14 équipes pour la première journée de championnat sur le lieu unique du Stade Pierre-de-Coubertin à Paris.
Malgré la densité de la compétition nationale, l'entraîneur Laurent Buffard déplore une certaine régression de la LFB « [Le championnat] régresse d'année en année. À l'image de Bourges et Lattes-Montpellier, qui se sont qualifiés difficilement pour les huitièmes de finale de l'Euroligue, la France souffre d'un problème économique. Il existe de très bonnes joueuses, mais il n'y a pas suffisamment de Françaises. Le constat est lié au fait que les centres de formation ont été arrêtés pendant dix ans. Heureusement qu'il y a eu le Centre Fédéral et des clubs comme Mondeville, Bourges ou Valenciennes, qui ont bien travaillé, sinon la situation serait encore plus critique. »

## Clubs participants
| \| Bourges Challes-les-Eaux Tarbes Lattes Mont-de-Marsan Rezé Charleville-Mézières Arras Mondeville Saint-Amand-les-Eaux Villeneuve-d'Ascq Aix-en-Provence Lyon Nice \| Localisation des clubs. |
| Bourges Challes-les-Eaux Tarbes Lattes Mont-de-Marsan Rezé Charleville-Mézières Arras Mondeville Saint-Amand-les-Eaux Villeneuve-d'Ascq Aix-en-Provence Lyon Nice                               |

| Club                                    | Salle                                | Capacité | Villes               |
| --------------------------------------- | ------------------------------------ | -------- | -------------------- |
| Pays d'Aix Basket 13                    | Complexe sportif de la Pioline       | 1 200    | Aix-en-Provence      |
| ASPTT Arras                             | Halle des sports Richard Tetelin     | 1 500    | Arras                |
| CJM Bourges Basket                      | Palais des sports du Prado           | 3 100    | Bourges              |
| Challes-les-Eaux Basket                 | Salle polyvalente                    | 1 200    | Challes-les-Eaux     |
| Flammes Carolo basket                   | Salle Bayard                         | 1 500    | Charleville-Mézières |
| Basket Landes                           | Salle Laloubère (Saint-Sever)        | 1 100    | Mont-de-Marsan       |
| Basket Lattes Montpellier Agglomération | Palais des sports de Lattes          | 1 000    | Lattes               |
| Lyon BF                                 | Salle Mado Bonnet                    | 1 400    | Lyon                 |
| USO Mondeville                          | Halle Bérégovoy                      | 2 500    | Mondeville           |
| Rezé-Nantes Basket 44                   | Palais des sports de Beaulieu        | 4 984    | Nantes               |
| Cavigal Nice                            | Salle Leyrit                         | 1 700    | Nice                 |
| Hainaut Saint-Amand                     | Salle Maurice-Hugot                  | 2 000    | Saint-Amand-les-Eaux |
| Tarbes Gespe Bigorre                    | Palais des sports du quai de l'Adour | 2 000    | Tarbes               |
| Villeneuve-d'Ascq                       | Le Palacium                          | 1 800    | Villeneuve-d'Ascq    |

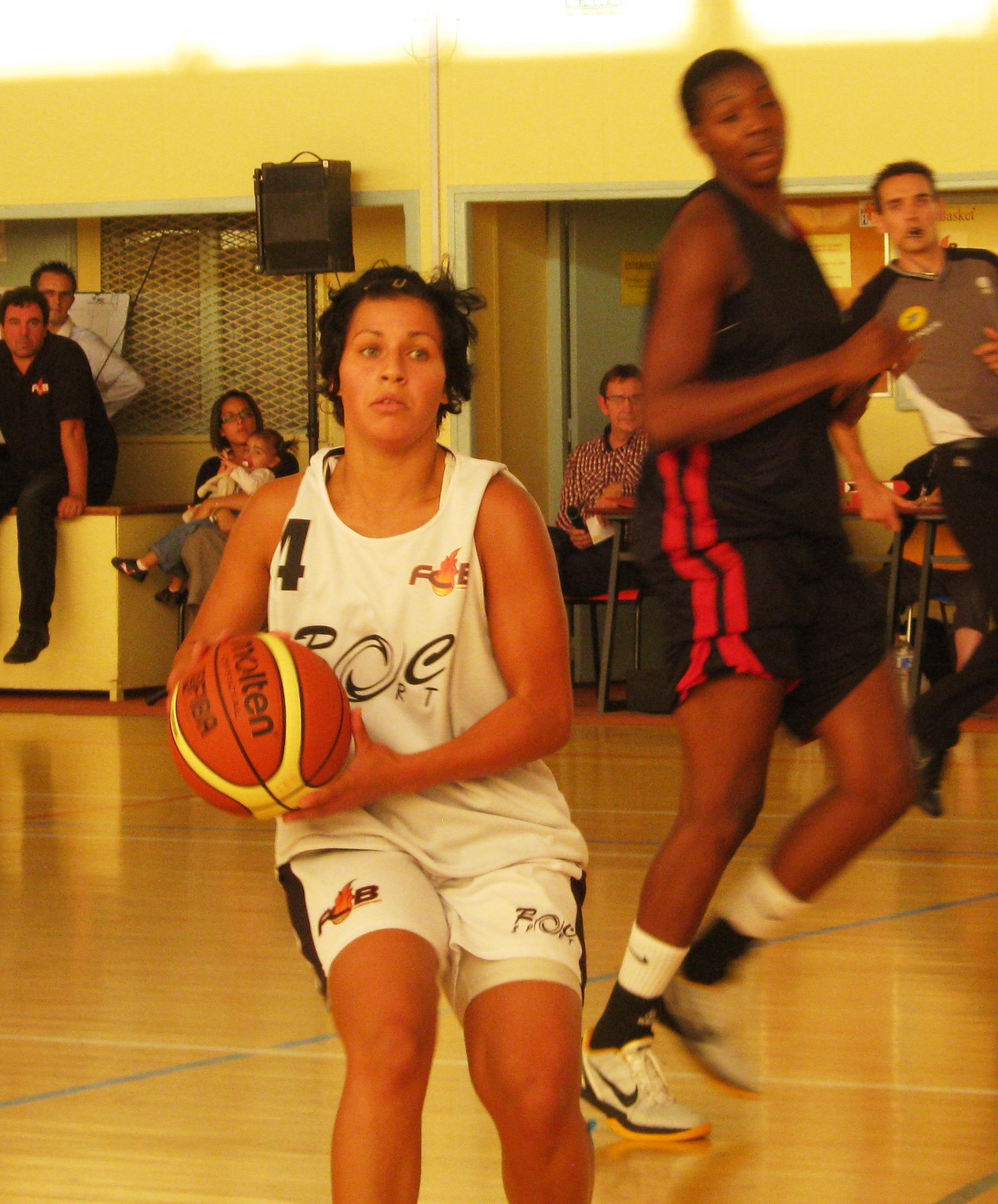
Amel Bouderra, auteure du "panier de l'année".

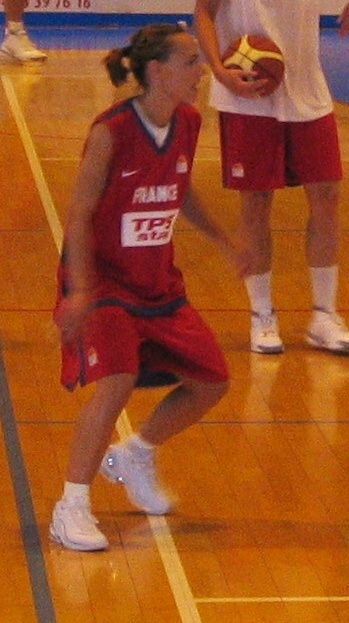
Céline Dumerc, la meneuse de l'Equipe de France de retour à Bourges

La relégation de Toulouse et de Calais permet à Nice de retrouver la LFB, et Lyon de la découvrir. 
Bourges et Tarbes font encore figure de favoris. Pourtant, au bout de six journées, ces deux clubs cédaient les deux premières places à Challes-les-Eaux et à Lattes-Montpellier.
En début de saison, une polémique concernant la nouvelle campagne d'abonnements à Bourges a éclaté. En effet celle-ci mettait en scène une femme de dos, dénudée, avec le slogan "Osez le Tango". Malgré tout, cela a permis de faire parler de la Ligue féminine dans les médias nationaux.
Mistie Bass-Mims, MVP étrangère de la saison passée, commence sa deuxième saison à Challes-les-Eaux, et forme désormais un duo intérieur américain avec Danielle Page. Leur club reste invaincu les six premières journées.
Amel Bouderra, meneuse de Charleville-Mézières, marque "le panier de l'année" lors d'une rencontre contre Nice à la Salle Bayard, lors de la troisième journée. La vidéo sera visionnée plus de 70 000 fois, et passera à plusieurs reprises dans des émissions de télévision, comme Stade 2 ou Télématin. 
À noter le retour en France après plusieurs saisons à l'étranger de Edwige Lawson-Wade (170 sélections en équipe de France), qui signe à Lattes-Montpellier en provenance de Valencia, et de Céline Dumerc (160 sélections), qui revient à Bourges pour finir sa carrière.
La saison est marquée et légèrement faussée par une décision contestée de la Commission Fédérale Sportive de la FFBB, qui, début février, fait écoper à Tarbes 8 points de pénalité pour « avoir fait jouer deux joueuses, Ljubica Drljača et Isis Arrondo, non régulièrement qualifiées », reléguant le club à la quatorzième et dernière place, et offrant à Villeneuve-d'Ascq et à Charleville-Mézières un point supplémentaire et précieux pour une place dans le Top 4. Finalement, la Commission revient sur sa décision, et Tarbes récupère les points perdus, tandis que les deux autres équipes concernées perdent leur point offert, replaçant Tarbes à la cinquième place.
Tandis que Nice retrouve la LF2 fraîchement quittée, Bourges remporte le championnat cuvée 2012 et Nantes-Rezé confirme sa domination sur le Challenge Round en le remportant pour la troisième fois consécutive.

## Clubs par année dans l’élite
| Club               | Dernière montée | Club                 | Dernière montée |
| ------------------ | --------------- | -------------------- | --------------- |
| Aix-en-Provence    | 1981            | Arras                | 2006            |
| Bourges            | 1991            | Landes               | 2008            |
| Tarbes             | 1992            | Rezé-Nantes          | 2008            |
| Mondeville         | 1996            | Charleville-Mézières | 2010            |
| Villeneuve-d'Ascq  | 2000            | Hainaut Saint-Amand  | 2010            |
| Lattes-Montpellier | 2001            | Lyon                 | 2011            |
| Challes-les-Eaux   | 2005            | Cavigal Nice         | 2011            |

## La saison régulière

### Classement de la saison régulière
En cas d’égalité, les clubs sont départagés en fonction des résultats obtenus lors de leurs confrontations directes, indiquées entre parenthèses si nécessaire.
Classement à la 26e journée :
| Rang | Équipe                       | Pts | J  | G  | P  | Pp   | Pc   | Diff |
| ---- | ---------------------------- | --- | -- | -- | -- | ---- | ---- | ---- |
| 1    | Bourges (T)                  | 48  | 26 | 22 | 4  | 1718 | 1462 | 256  |
| 2    | Lattes-Montpellier (C)       | 47  | 26 | 21 | 5  | 1960 | 1693 | 267  |
| 3    | Challes-les-Eaux             | 45  | 26 | 19 | 7  | 1818 | 1624 | 194  |
| 4    | Mondeville                   | 41  | 26 | 15 | 11 | 1674 | 1610 | 64   |
| 5    | Tarbes (F)                   | 40  | 26 | 14 | 12 | 1762 | 1810 | -48  |
| 6    | Hainaut                      | 40  | 26 | 14 | 12 | 1654 | 1656 | -2   |
| 7    | Basket Landes                | 39  | 26 | 13 | 13 | 1622 | 1539 | 83   |
| 8    | Rezé-Nantes                  | 39  | 26 | 13 | 13 | 1633 | 1657 | -24  |
| 9    | Charleville-Mézières (0,114) | 37  | 26 | 11 | 15 | 1559 | 1651 | -92  |
| 10   | Villeneuve-d'Ascq (0,087)    | 37  | 26 | 11 | 15 | 1810 | 1930 | -120 |
| 11   | Arras                        | 36  | 26 | 10 | 16 | 1743 | 1773 | -30  |
| 12   | Aix-en-Provence              | 33  | 26 | 7  | 19 | 1711 | 1819 | -108 |
| 13   | Lyon (P)                     | 33  | 26 | 7  | 19 | 1639 | 1839 | -200 |
| 14   | Nice (P)                     | 31  | 26 | 5  | 21 | 1744 | 1934 | -190 |

|     | Qualification pour les play-off 2012  |
|     | Qualification pour le Challenge Round |
|     | Relégation en Ligue 2                 |
| (T) | Tenant du titre 2011                  |
| (F) | Finaliste 2011                        |
| (P) | Promu 2011                            |
| (C) | Vainqueur de la coupe de France 2011  |

## Les play-offs
Les demi-finales et les finales se jouent en deux manches gagnantes. Le match aller se joue chez de l’équipe la moins bien classée lors de la saison régulière, le match retour et le match d’appui éventuel chez l’équipe la mieux classée.
|  | Demi-finales                 | Demi-finales           | Demi-finales | Demi-finales | Demi-finales    |   |    | Finale | Finale | Finale | Finale | Finale |  |
|  |                              |                        |              |              |                 |   |    |        |        |        |        |        |  |
|  | 18 avril, 21 avril, 25 avril |                        |              |              |                 |   |    |        |        |        |        |        |  |
|  |                              |                        |              |              |                 |   |    |        |        |        |        |        |  |
|  | [1] Bourges                  | 2                      | 54           | 67           |                 |   |    |        |        |        |        |        |  |
|  | [1] Bourges                  | 2                      | 54           | 67           | 28 avril, 3 mai |   |    |        |        |        |        |        |  |
|  | [4] Mondeville               | 0                      | 53           | 47           |                 |   |    |        |        |        |        |        |  |
|  | [4] Mondeville               | 0                      | 53           | 47           | [1] Bourges     | 2 | 59 | 53     |        |        |        |        |  |
|  | 18 avril, 21 avril, 25 avril |                        |              |              | [1] Bourges     | 2 | 59 | 53     |        |        |        |        |  |
|  |                              | [2] Lattes-Montpellier | 0            | 47           | 45              |   |    |        |        |        |        |        |  |
|  | [2] Lattes-Montpellier       | [2] Lattes-Montpellier | 0            | 47           | 45              | 2 | 69 | 78     | 52     |        |        |        |  |
|  | [2] Lattes-Montpellier       |                        |              |              |                 |   |    | 78     | 52     |        |        |        |  |
|  | [3] Challes-les-Eaux         | 1                      | 74           | 58           | 47              |   |    |        |        |        |        |        |  |
|  | [3] Challes-les-Eaux         | 1                      | 74           | 58           | 47              |   |    |        |        |        |        |        |  |

|  | Suivi de la série. |

|  | Score de l’équipe recevante. |

|  | Score de l’équipe en déplacement. |

### Matchs du Challenge Round
Pour la première fois depuis la création du Challenge Round, les matches se jouent sur deux matches gagnants, avec éventuellement un match d'appui si chacune des deux équipes en a remporté un. À noter aussi que le Challenge Round ne concerne désormais plus que les équipes classées de la 5e à la 8e place. Le match aller se joue chez l’équipe la moins bien classée lors de la saison régulière, le match retour et la belle éventuelle chez l’équipe la mieux classée.
|  | Demi-finales                 | Demi-finales    | Demi-finales | Demi-finales | Demi-finales    |   |    | Finale | Finale | Finale | Finale | Finale |  |
|  |                              |                 |              |              |                 |   |    |        |        |        |        |        |  |
|  | 17 avril, 20 avril, 24 avril |                 |              |              |                 |   |    |        |        |        |        |        |  |
|  |                              |                 |              |              |                 |   |    |        |        |        |        |        |  |
|  | [5] Tarbes                   | 0               | 58           | 54           |                 |   |    |        |        |        |        |        |  |
|  | [5] Tarbes                   | 0               | 58           | 54           | 27 avril, 2 mai |   |    |        |        |        |        |        |  |
|  | [8] Nantes-Rezé              | 2               | 86           | 66           |                 |   |    |        |        |        |        |        |  |
|  | [8] Nantes-Rezé              | 2               | 86           | 66           | [6] Hainaut     | 0 | 67 | 64     |        |        |        |        |  |
|  | 17 avril, 20 avril, 24 avril |                 |              |              | [6] Hainaut     | 0 | 67 | 64     |        |        |        |        |  |
|  |                              | [8] Nantes-Rezé | 2            | 72           | 67              |   |    |        |        |        |        |        |  |
|  | [6] Hainaut                  | [8] Nantes-Rezé | 2            | 72           | 67              | 2 | 44 | 60     | 50     |        |        |        |  |
|  | [6] Hainaut                  |                 |              |              |                 |   |    | 60     | 50     |        |        |        |  |
|  | [7] Landes                   | 1               | 56           | 54           | 46              |   |    |        |        |        |        |        |  |
|  | [7] Landes                   | 1               | 56           | 54           | 46              |   |    |        |        |        |        |        |  |

|  | Suivi de la série. |

|  | Score de l’équipe recevante. |

|  | Score de l’équipe en déplacement. |

Pour la troisième fois consécutive, c'est l'équipe de Nantes-Rezé, pourtant classée 8e de la saison régulière, qui remporte le Challenge Round et en même temps une place en Eurocoupe.